# مؤسسه مهندسان رادیو

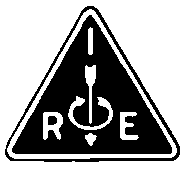
مؤسسه مهندسان رادیو

مؤسسه مهندسان رادیو یا به اختصار IRE یک مؤسسه حرفه‌ای بود که از سال ۱۹۱۲ تا ۱۹۶۲ فعالیت می کرذ و در اول ژانویه ۱۹۶۳ با مؤسسه مهندسان برق آمریکا ادغام شد تا مؤسسه مهندسان برق و الکترونیک (IEEE) تشکیل شود.

## تأسیس
پس از تلاش‌های زیاد برای تشکیل یک مؤسسه برای دست اندر کاران حوزهٔ بی‌سیم ۱۹۰۸ تا ۱۹۱۲ سرانجام مؤسسه مهندسان رادیو در ایالت نیویورک تأسیس شد. در میان سازمان‌های مؤسس، می‌توان به مؤسسه مهندسان تلگراف بی سیم (SWTE) و مؤسسه بی‌سیم (TWI) اشاره کرد. در آن زمان، سازمان غالب مهندسین برق مؤسسه آمریکایی مهندسان برق (AIEE) بود. بسیاری از مؤسسان IRE احترام زیادی برای AIEE قائل بودند و بسیار محافظه کارانه بر برق قدرت تمرکز کرده بودند. علاوه بر این، بنیانگذاران IRE به دنبال ایجاد یک سازمان بین‌المللی (بر خلاف AIEE "آمریکایی")بودند، و تصویب کردند که برخی از مسئولان IRE از خارج از ایالات متحده انتخاب شوند.